# Condado de Pulaski (Virgínia)
O Condado de Pulaski é um dos 95 condados do estado americano de Virgínia. A sede do condado é Pulaski, e sua maior cidade é Pulaski. O condado possui uma área de 854 km² (dos quais 23 km² estão cobertos por água), uma população de 35 127 habitantes, e uma densidade populacional de 42 hab/km² (segundo o censo nacional de 2000). O condado foi fundado em 1839.